# 站东街道
站东街道是中华人民共和国江西省南昌市青山湖区下辖的一个街道办事处。

## 行政区划
站东街道下辖以下村级行政区划单位：
铁路五村社区、铁路六村社区、铁路八村东社区、铁路八村西社区、昌九社区、工人新村北社区、工人新村南社区、商苑社区、新魏路社区、半边街社区、岔道口东路社区、师大南路社区、金芯社区、师大家委会和顺化门西社区。